# Bruno Walter

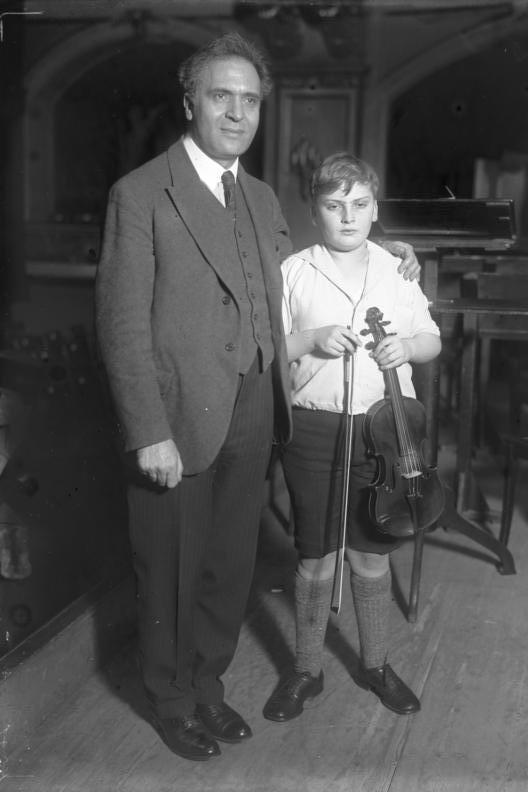
Bruno Walter a Yehudi Menuhin (1931)

Bruno Walter (15. září 1876, Berlín – 17. února 1962, Beverly Hills) byl německo-americký dirigent, hudební skladatel a klavírista, žák a blízký spolupracovník Gustava Mahlera a vynikající interpret zejména romantické hudby (Beethoven, Wagner, Brahms).

## Život
Narodil se jako Bruno Schlesinger v sekularizované židovské rodině, od šesti let studoval na Sternově konzervatoři a o rok později poprvé veřejně koncertoval jako pianista. Roku 1889 slyšel koncert Berlínských filharmoniků, dirigovaný H. von Bülowem a rozhodl se, že bude dirigentem. Poprvé dirigoval v opeře v Kolíně nad Rýnem roku 1894 a nastoupil jako sbormistr opery v Hamburku, kde se poprvé osobně setkal s Gustavem Mahlerem. Na jeho doporučení byl jmenován dirigentem městské opery ve Vratislavi (Breslau), musel si však změnit jméno. Roku 1897 byl jmenován šéfdirigentem opery v Bratislavě (Pressburg) a 1898 v Rize, kde se dal patrně v katolickém kostele pokřtít. Roku 1899 byl šéfem opery v Temešváru a od roku 1900 královským dirigentem opery Unter den Linden, kde byl mezi jeho kolegy například Richard Strauss. Roku 1901 přijal Mahlerovo pozvání do Vídně, kde se stal jeho asistentem. V následujících letech dostával pozvání z celé Evropy a dirigoval například v Praze, v Londýně a v Římě.
Roku 1911 byl při Mahlerově úmrtí a koncem roku dirigoval premiéru jeho „Písně o zemi“ a roku 1912 jeho 9. symfonii. Ačkoli získal rakouské občanství, odešel roku 1913 do Mnichova jako ředitel Bavorské státní opery. V letech 1914–1923 se nekonaly Wagnerovské festivaly v Bayreuthu a Mnichov se stal centrem pěstování Wagnerovy hudby. Pod Walterovým vedením se zde konaly světové premiéry oper „Mistři pěvci“, „Zlato Rýna“, „Valkýra“ a „Tristan a Isolda“. V Mnichově se spřátelil s nunciem Pacellim, pozdějším papežem Piem XII.

Roku 1923 odjel do USA, kde koncertoval s Newyorskými filharmoniky, v Bostonu a v Detroitu. Po návratu vedl orchestr Gewandhaus v Lipsku a současně i královský orchestr Concertgebouw v Amsterodamu. V letech 1925–1929 byl hudebním ředitelem Státní opery v Berlíně, roku 1926 poprvé dirigoval v La Scala v Miláně a v letech 1924–1931 pravidelně v londýnském Covent Garden. Koncem 20. let ho ve svých projevech opakovaně napadal Adolf Hitler a když se roku 1933 vrátil z New Yorku do Lipska, policie mu zabránila dirigovat, což se opakovalo i v Berlíně, kde se o to přičinil přímo Joseph Goebbels. Na slavnostním koncertě ho nakonec zastoupil Richard Strauss, což Walter později komentoval slovy: “Skladatel „Hrdinského života“ (Ein Heldenleben) byl ochoten dirigovat místo násilně vyhozeného kolegy.“

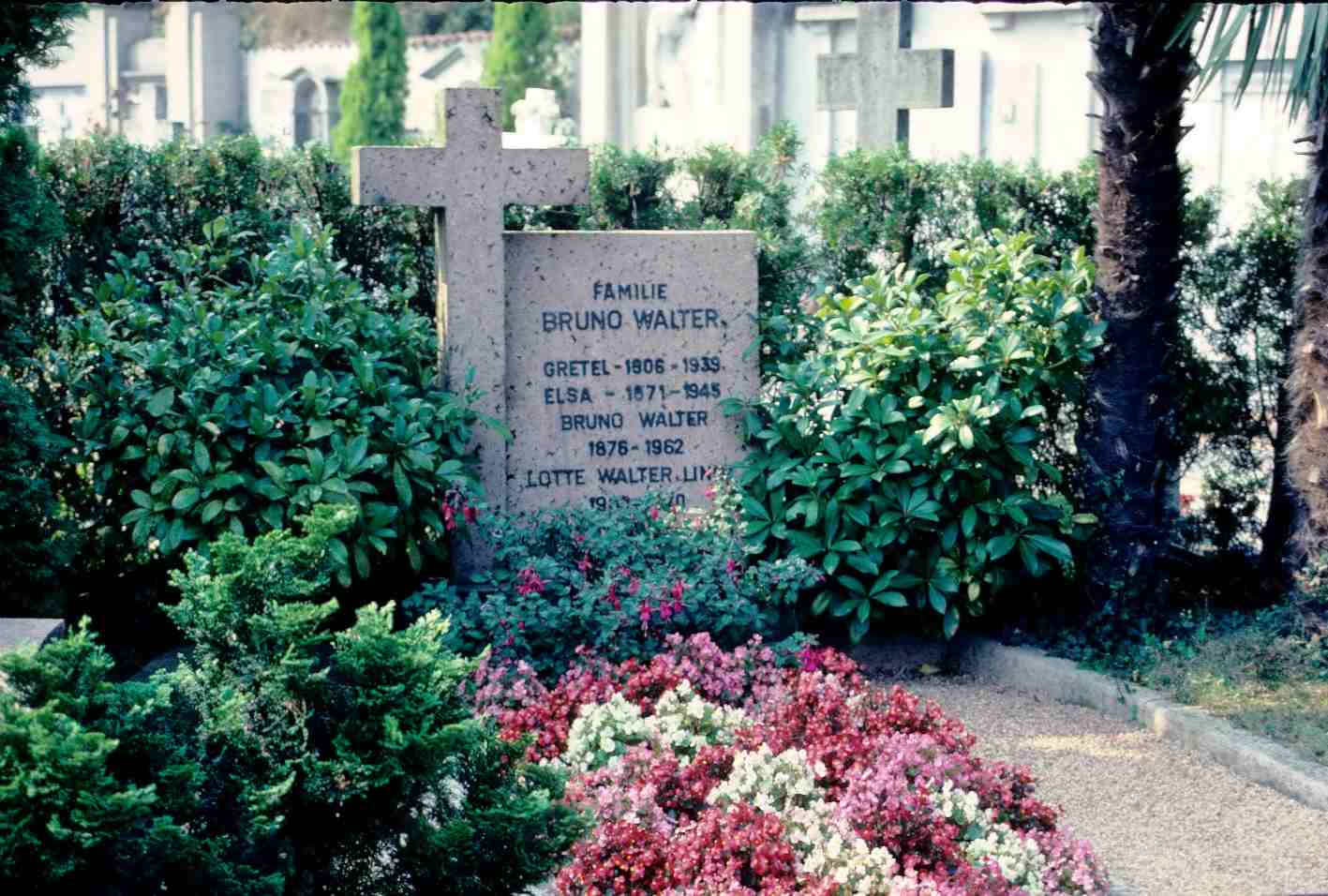
Rodinný hrob v roce 1998.

Walter tedy odjel i s rodinou do Vídně, kde pravidelně dirigoval s filharmoniky a od roku 1936 vystupoval na Salcburském festivalu. Když roku 1938 nacisté obsadili Rakousko, odešel do Francie a o rok později se usídlil v Kalifornii, kde byli jeho sousedy například Thomas Mann a Franz Werfel. Dirigoval filharmonie v New Yorku, Los Angeles, Bostonu, Filadelfii a Detroitu. Od roku 1946 pravidelně zajížděl do Evropy, na Edinburský a Salcburský festival, do Vídně a do Mnichova. Roku 1950 poprvé znovu dirigoval v rodném Berlíně. Poslední léta života strávil hlavně nahráváním pro společnost Columbia s jejím filharmonickým orchestrem. 
Zemřel v Beverly Hills a je pohřben v obci Gentilino, kanton Ticino, Švýcarsko, ve stejném hrobě, kde byla jeho manželka Elsa, rozená Korneck (1871–1871). 1945), který byl sopranistou, a jejich dcera Marguerite „Gretel“ (1906–1939) již byla pohřbena. Tam byla pohřbena i jejich dcera Lotte (1903–1970).

## Dílo
Bruno Walter patřil mezi první dirigenty, kteří už od roku 1900 ochotně a soustavně spolupracovali s gramofonovými společnostmi, a věnoval se tomu až do konce života. Nahrál stovky skladeb klasického i moderního repertoáru, některé i opakovaně, jak se možnosti záznamu rozšiřovaly. Pro řadu oper (zejména Wagnerových) i symfonických děl (Mozart, Beethoven, Brahms, Mahler) platí jeho nahrávky dodnes jako klasické. Z české hudby nahrál díla Bedřicha Smetany a Antonína Dvořáka.
Méně známé je Walterovo vlastní skladatelské dílo. Napsal dvě symfonie a řadu děl komorní, písňové i sborové hudby, která se však hraje jen vzácně. Vedle řady časopiseckých článků napsal i několik knih, například „O mravní síle hudby“ (1935), „Gustav Mahler“ (1936), „Téma a variace: vzpomínky a myšlenky“ (1947), „O hudbě a muzicírování“ (1957) a v roce 1969 vyšly i jeho dopisy.